# Лук'янчук Павло Олегович
Павло́ Оле́гович Лук'янчу́к (нар. 19 травня 1996, Запоріжжя) — український футболіст, центральний захисник київської «Оболоні». Ексгравець молодіжної збірної України.

## Біографія

### Клубна
Футболом почав займатися в Запоріжжі в дитячій школі місцевого «Металурга». Перший тренер — Сеновалов Микола Миколайович.
У сезоні 2011/12 перебрався до академії «Динамо». У ДЮФЛ виступав за «Металург» та київське «Динамо».
На початку 2013 року був включений до заявки «Динамо». У чемпіонаті юнацьких команд U-19 дебютував 23 квітня 2013 у матчі з львівськими «Карпатами» (4:1). У чемпіонаті молодіжних команд U-21 дебютував 28 вересня 2013 у матчі проти «Ворскли» (1:2). У сезонах 2015/16 та 2016/17 з командою U-21 ставав молодіжним чемпіоном України.
У липні 2017 на правах оренди перейшов у донецький «Олімпік». Дебютував на дорослому рівні 16 липня 2017 року в матчі першого туру Прем'єр-ліги проти «Олександрії» (2:0). У січні 2018 року футболіст повернувся до «Динамо», проте вже в лютому був відданий в оренду рівненському «Вересу».  

### Збірна
З 2012 року залучався до юнацьких збірних України, у складі яких був учасником чемпіонату Європи U-17 у 2013 році та чемпіонатів Європи U-19 у 2014 та 2015 роках.
З 2015 року став виступати за молодіжну збірну.